# Piper macrostachyum
Piper macrostachyum là một loài thực vật có hoa trong họ Hồ tiêu. Loài này được (C. Presl) C. DC. miêu tả khoa học đầu tiên năm 1869.